# Río Pampas
Der Río Pampas ist ein ca. 425 km (einschl. Quellflüssen: 445 km) langer linker Nebenfluss des Río Apurímac im Andenhochland von Peru. Er durchfließt die Regionen Huancavelica und Ayacucho. Auf den unteren 200 Kilometern, unterhalb der Einmündung des Río Chicha, bildet er die Grenze zwischen Ayacucho im Norden und der Region Apurímac im Süden.

## Flusslauf
Der Río Pampas bildet den Abfluss des 4454 m hoch gelegenen Sees Laguna Choclococha. Der See liegt in den Provinzen Castrovirreyna und Huaytará der Region Huancavelica. Ein Staudamm erhöht das Speichervolumen des Sees und reguliert den Abfluss. Der Río Pampas fließt anfangs knapp 200 km in überwiegend ostsüdöstlicher Richtung durch das Andenhochland bis zur Einmündung des Río Sondondo von Süden. Er nimmt auf diesem Flussabschnitt die größeren Nebenflüsse Río Palmitos, Río Huacuya und Río Vischongo von links sowie Río Chalhuamayo und Río Caracha von rechts auf. Er passiert die Gemeinden Pilpichaca, Paras und Vilcanchos sowie die Kleinstadt Cangallo. Anschließend wendet sich der Río Pampas auf den folgenden 130 km bis zur Einmündung des Río Torobamba nach Norden. Er nimmt auf diesem Flussabschnitt den Río Chicha von rechts auf. Im Unterlauf fließt der Río Pampas in ostsüdöstlicher Richtung. Die peruanische Zentralkordillere verläuft nördlich entlang dem Flusslauf. Der Río Pampas nimmt noch die rechten Nebenflüsse Río Chacabamba, Río Chumbao und Río Pincos auf, bevor er auf den nach Nordwesten strömenden Río Apurímac trifft.

## Einzugsgebiet und Hydrologie
Das Einzugsgebiet des Río Pampas hat eine Fläche von 23.236,37 km². Am Pegel Marcelino Cerna, etwa 138 km oberhalb der Mündung an der Straßenbrücke über den Río Pampas auf einer Höhe von 2032 m gelegen, wurde im Zeitraum 1965–2009 ein mittlerer Abfluss von 152,2 m³/s gemessen. Der Februar ist mit 426,7 m³/s der abflussstärkste Monat, im August liegt der durchschnittliche Abfluss bei lediglich 39,46 m³/s.

## Hydrometrie
Im Folgenden ein Schaubild mit den mittleren monatlichen Abflüssen des Río Pampas (in m³/s) am Pegel Marcelino Cerna gemessen von 1965–2009: